# Oblast Tschernihiw
Die Oblast Tschernihiw (ukrainisch Чернігівська область Tschernihiwska oblast, russisch Черниговская область Tschernigowskaja Oblast) ist eine von 25 Verwaltungseinheiten (Oblaste der Ukraine) im Norden der Ukraine. Ihre Einwohnerzahl beträgt 1.053.452 Einwohner (Anfang 2021; de facto).

## Geographie

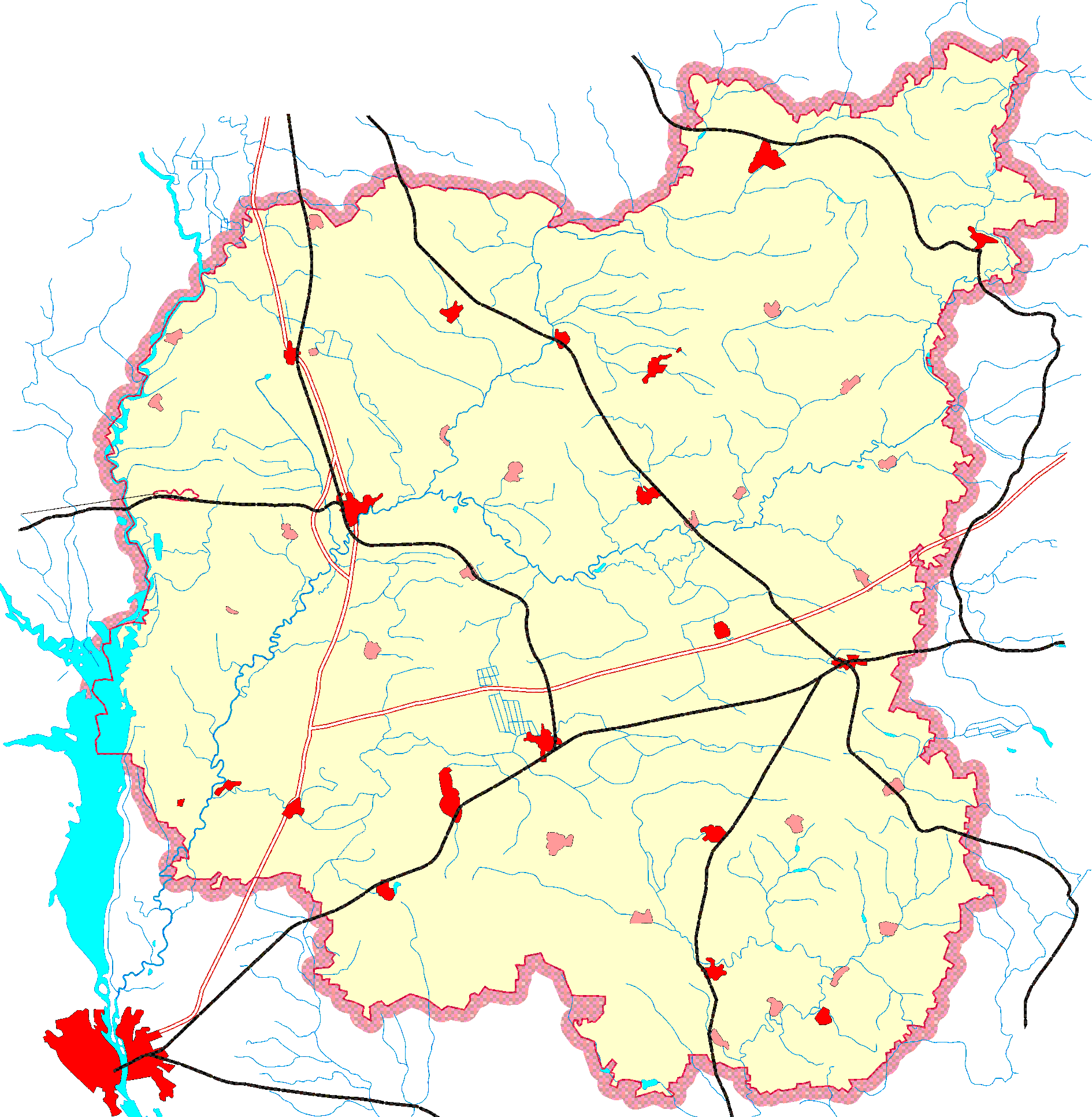
Oblast Tschernihiw

Sie grenzt im Nordwesten an Belarus mit der Homelskaja Woblasz und deren Rajonen Brahin, Lojeu, Homel sowie Dobrusch und im Nordosten an Russland mit der Oblast Brjansk. Im Südwesten der Oblast Tschernihiw liegt die Oblast Kiew, im Südosten die Oblast Poltawa und im Osten die Oblast Sumy.
Aus Belarus kommend, stellt der Verlauf des Dnepr die Westgrenze zu Belarus dar. Der wichtigste Fluss ist die Desna, die die Oblast in Nord-Süd-Richtung durchfließt, um sich nördlich Kiews mit dem Dnepr zu verbinden. Weitere wichtige Flüsse sind der Snow und der Seim.
Die wichtigsten Städte der Oblast sind Tschernihiw, Nischyn und Pryluky. Historisch bedeutende Orte sind Ljubetsch, Nowhorod-Siwerskyj, Koselez und Baturyn.

## Geschichte
Die Oblast Tschernihiw wurde am 15. Oktober 1932 innerhalb der Ukrainischen SSR aus einem Teil der Oblast Kiew gebildet. 1939 wurde ein Teil der Oblast zur Bildung der Oblast Sumy abgetrennt.
Im Rahmen des Russischen Überfalls auf die Ukraine wurden Teile der Oblast 2022 zeitweise von russischen Truppen besetzt.

## Größte Städte
Hauptstadt der Oblast Tschernihiw ist die gleichnamige an der Desna liegende Stadt Tschernihiw.
| Stadt                                                                                     | Ukrainischer Name   | Russischer Name    | Einwohner 1. Januar 2021 |
| ----------------------------------------------------------------------------------------- | ------------------- | ------------------ | ------------------------ |
| Tschernihiw                                                                               | Чернігів            | Чернигов           | 285.234                  |
| Nischyn                                                                                   | Ніжин               | Нежин              | 066.983                  |
| Pryluky                                                                                   | Прилуки             | Прилуки            | 052.553                  |
| Bachmatsch                                                                                | Бахмач              | Бахмач             | 017.192                  |
| Nossiwka                                                                                  | Носівка             | Носовка            | 013.120                  |
| Nowhorod-Siwerskyj                                                                        | Новгород-Сіверський | Новгород-Северский | 012.647                  |
| Korjukiwka                                                                                | Корюківка           | Корюковка          | 012.409                  |
| Horodnja                                                                                  | Городня             | Городня            | 011.710                  |
| Mena                                                                                      | Мена                | Мена               | 011.096                  |
| Snowsk                                                                                    | Сновськ             | Сновск             | 010.825                  |
| Bobrowyzja                                                                                | Бобровиця           | Бобровица          | 010.742                  |
| Itschnja                                                                                  | Ічня                | Ичня               | 010.585                  |
| Quellen: Ukrainisches Amt für Statistik, Seiten 46, 47 und Sekundärquelle City Population |                     |                    |                          |

Siehe auch: Liste der Städte in der Oblast Tschernihiw

## Verwaltungsgliederung
Die Oblast Tschernihiw ist verwaltungstechnisch in 5 Rajone unterteilt; bis zur großen Rajonsreform am 18. Juli 2020 war sie in 22 Rajone sowie 4 direkt der Oblastverwaltung unterstehende (rajonfreie) Städte unterteilt. Dies waren die Städte Nischyn, Nowhorod-Siwerskyj, Pryluky sowie das namensgebende Verwaltungszentrum der Oblast, die Stadt Tschernihiw.

### Rajone der Oblast Tschernihiw mit deren Verwaltungszentren
| Rajon                    | Rajon                                              | Verwaltungssitz            | Fläche | Weitere frühere (bis 2020) Rajonzentren und rajonfreie Städte |
| deutsche Bezeichnung     | ukrainische Bezeichnung                            | Transkription              | km²    | Weitere frühere (bis 2020) Rajonzentren und rajonfreie Städte |
| ------------------------ | -------------------------------------------------- | -------------------------- | ------ | ------------------------------------------------------------- |
| Rajon Korjukiwka         | Корюківський район Korjukiwskyj rajon              | Korjukiwka (Stadt)         | ?      | Mena, Snowsk, Sosnyzja                                        |
| Rajon Nischyn            | Ніжинський район Nischynskyj rajon                 | Nischyn (Stadt)            | ?      | Bachmatsch, Bobrowyzja, Borsna, Nossiwka                      |
| Rajon Nowhorod-Siwerskyj | Новгород-Сіверський район Nowhorod-Siwerskyj rajon | Nowhorod-Siwerskyj (Stadt) | ?      | Korop, Semeniwka                                              |
| Rajon Pryluky            | Прилуцький район Pryluzkyj rajon                   | Pryluky (Stadt)            | ?      | Itschnja, Sribne, Talalajiwka, Warwa                          |
| Rajon Tschernihiw        | Чернігівський район Tschernihiwskyj rajon          | Tschernihiw (Stadt)        | ?      | Horodnja, Koselez, Kulykiwka, Ripky                           |

Bis 2020 gab es folgende Rajonsaufteilung:

Karte der Rajone und rajonfreien Städte der Oblast (bis 2020)

| Rajon                    | Rajon                                              | Verwaltungssitz                         | Fläche | 2020 (überwiegend)       |
| deutsche Bezeichnung     | ukrainische Bezeichnung                            | Transkription                           | km²    | aufgegangen in           |
| ------------------------ | -------------------------------------------------- | --------------------------------------- | ------ | ------------------------ |
| Rajon Bachmatsch         | Бахмацький район Bachmazkyj rajon                  | Bachmatsch (Stadt)                      | 1.488  | Rajon Nischyn            |
| Rajon Bobrowyzja         | Бобровицький район Bobrowyzkyj rajon               | Bobrowyzja (Stadt)                      | 1.418  | Rajon Nischyn            |
| Rajon Borsna             | Борзнянський район Borsnjanskyj rajon              | Borsna (Stadt)                          | 1.608  | Rajon Nischyn            |
| Rajon Horodnja           | Городнянський район Horodnjanskyj rajon            | Horodnja (Stadt)                        | 1.566  | Rajon Tschernihiw        |
| Rajon Itschnja           | Ічнянський район Itschnjanskyj rajon               | Itschnja (Stadt)                        | 1.576  | Rajon Pryluky            |
| Rajon Korjukiwka         | Корюківський район Korjukiwskyj rajon              | Korjukiwka (Stadt)                      | 1.424  | Rajon Korjukiwka         |
| Rajon Korop              | Коропський район Koropskyj rajon                   | Korop (Siedlung städtischen Typs)       | 1.312  | Rajon Nowhorod-Siwerskyj |
| Rajon Koselez            | Козелецький район Koselezkyj rajon                 | Koselez (Siedlung städtischen Typs)     | 2.600  | Rajon Tschernihiw        |
| Rajon Kulykiwka          | Куликівський район Kulykiwskyj rajon               | Kulykiwka (Siedlung städtischen Typs)   | 0.944  | Rajon Tschernihiw        |
| Rajon Mena               | Менський район Menskyj rajon                       | Mena (Stadt)                            | 1.377  | Rajon Korjukiwka         |
| Rajon Nischyn            | Ніжинський район Nischynskyj rajon                 | Nischyn (Stadt)                         | 1.514  | Rajon Nischyn            |
| Rajon Nossiwka           | Носівський район Nossiwskyj rajon                  | Nossiwka (Stadt)                        | 1.152  | Rajon Nischyn            |
| Rajon Nowhorod-Siwerskyj | Новгород-Сіверський район Nowhorod-Siwerskyj rajon | Nowhorod-Siwerskyj (Stadt)              | 1.804  | Rajon Nowhorod-Siwerskyj |
| Rajon Pryluky            | Прилуцький район Pryluzkyj rajon                   | Pryluky (Stadt)                         | 1.796  | Rajon Pryluky            |
| Rajon Ripky              | Ріпкинський район Ripkynskyj rajon                 | Ripky (Siedlung städtischen Typs)       | 2.106  | Rajon Tschernihiw        |
| Rajon Semeniwka          | Семенівський район Semeniwskyj rajon               | Semeniwka (Stadt)                       | 1.470  | Rajon Nowhorod-Siwerskyj |
| Rajon Snowsk             | Сновський район Snowskyj rajon                     | Snowsk (Stadt)                          | 1.283  | Rajon Korjukiwka         |
| Rajon Sosnyzja           | Сосницький район Sosnyzkyj rajon                   | Sosnyzja (Siedlung städtischen Typs)    | 0.916  | Rajon Korjukiwka         |
| Rajon Sribne             | Срібнянський район Sribnjanskyj rajon              | Sribne (Siedlung städtischen Typs)      | 0.579  | Rajon Pryluky            |
| Rajon Talalajiwka        | Талалаївський район Talalajiwskyj rajon            | Talalajiwka (Siedlung städtischen Typs) | 0.633  | Rajon Pryluky            |
| Rajon Tschernihiw        | Чернігівський район Tschernihiwskyj rajon          | Tschernihiw (Stadt)                     | 2.555  | Rajon Tschernihiw        |
| Rajon Warwa              | Варвинський район Warwynskyj rajon                 | Warwa (Siedlung städtischen Typs)       | 0.590  | Rajon Pryluky            |

## Demographie
| Jahr      | 1989      | 1990      | 1995      | 1998      | 2001      | 2005      | 2008      | 2012      | 2014      | 2021    |
| --------- | --------- | --------- | --------- | --------- | --------- | --------- | --------- | --------- | --------- | ------- |
| Einwohner | 1.415.900 | 1.412.600 | 1.367.300 | 1.315.300 | 1.262.100 | 1.187.721 | 1.135.899 | 1.088.509 | 1.066.800 | 976.701 |

| Nationalität | Einwohner | 1989 (%) | 2001 (%) | Veränderung (%) |
| ------------ | --------- | -------- | -------- | --------------- |
| Ukrainer     | 1.155.400 | 91,5     | 93,5     | −10,6 %         |
| Russen       | 0.062.200 | 06,8     | 05,0     | −35,6 %         |
| Belarussen   | 0.007.100 | 00,8     | 00,6     | −32,1 %         |

| Muttersprache | 2001 (%) |
| ------------- | -------- |
| Ukrainisch    | 89,0     |
| Russisch      | 10,3     |